# Grávalos
Grávalos est une commune de la communauté autonome de La Rioja, en Espagne.

## Démographie
| 1900  | 1910 | 1920 | 1930 | 1940 | 1950 |
| ----- | ---- | ---- | ---- | ---- | ---- |
| 1 025 | 943  | 994  | 914  | 807  | 718  |

| 1960 | 1970 | 1981 | 1991 | 2001 | 2010 |
| ---- | ---- | ---- | ---- | ---- | ---- |
| 584  | 518  | 348  | 267  | 267  | 237  |

## Administration

### Conseil municipal
La ville de Grávalos comptait 185 habitants aux élections municipales du 26 mai 2019. Son conseil municipal (en espagnol : Pleno del Ayuntamiento) se compose donc de 5 élus.
| Parti | Parti                                    | Voix | %       | Élus  |
| ----- | ---------------------------------------- | ---- | ------- | ----- |
|       | Parti socialiste ouvrier espagnol (PSOE) | 74   | 52,48 % | 3 / 5 |
|       | Parti populaire (PP)                     | 66   | 46,81 % | 2 / 5 |
|       | Partido Riojano (PR+)                    | 1    | 0,71 %  | 0 / 5 |

### Liste des maires
| Mandat    | Maire | Maire                | Parti                                  |
| --------- | ----- | -------------------- | -------------------------------------- |
| 1979-1983 |       | ?                    | Concejales Independientes por La Rioja |
| 1983-1987 |       | ?                    | PR                                     |
| 1987-1991 |       | ?                    | CDS                                    |
| 1991-1995 |       | ?                    | PSOE                                   |
| 1995-1999 |       | ?                    | PSOE                                   |
| 1999-2003 |       | ?                    | PSOE                                   |
| 2003-2007 |       | ?                    | PSOE                                   |
| 2007-2011 |       | José Jorge Abad Sáez | PP                                     |
| 2011-2015 |       | José Jorge Abad Sáez | PP                                     |
| 2015-2019 |       | José Jorge Abad Sáez | PP                                     |
| 2019-2023 |       | Emiliano Muñoz Galán | PSOE                                   |

### Article lié
- Liste des communes de la communauté autonome de La Rioja